# 126フィルム

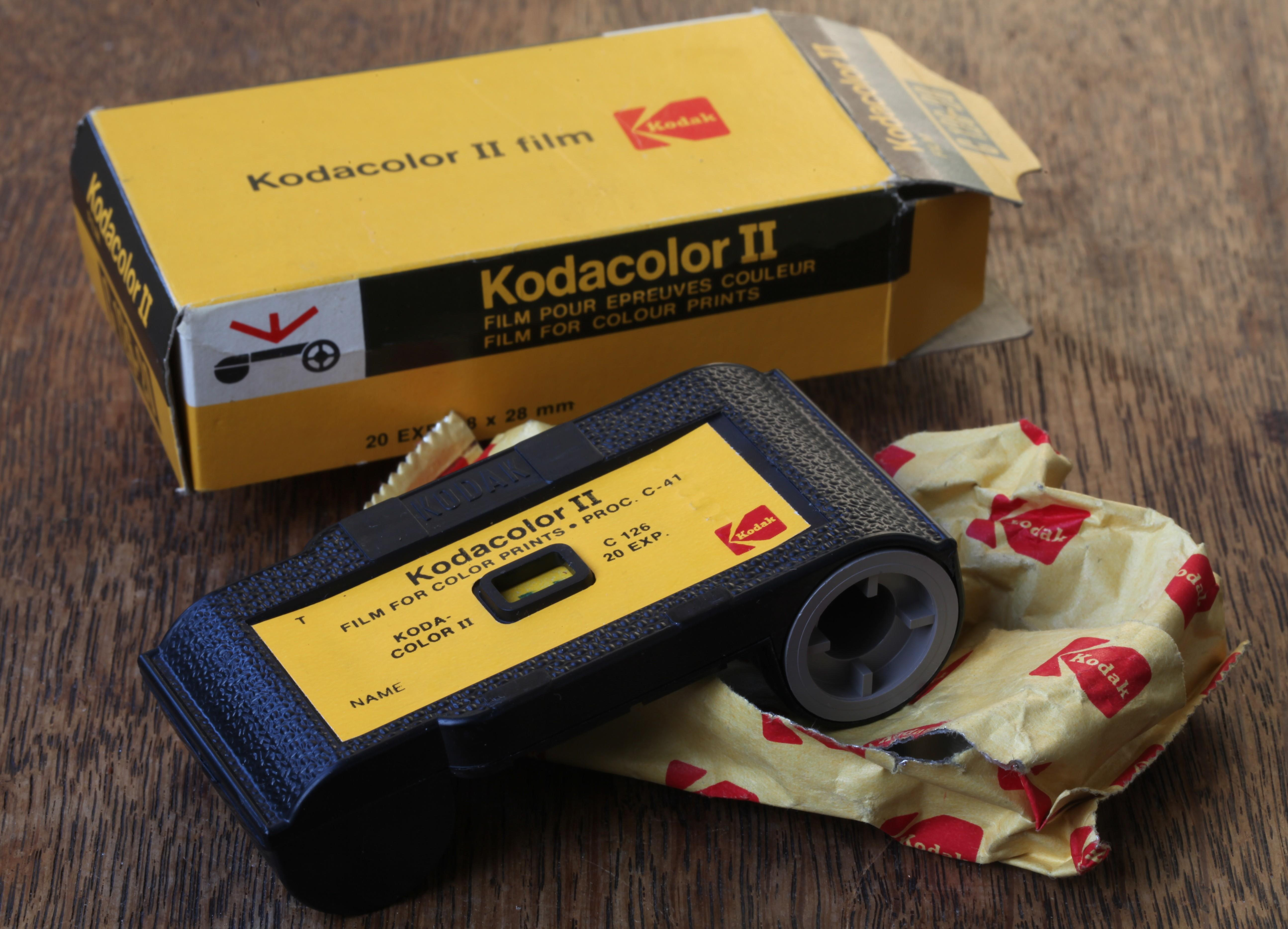
カラーネガフィルム「コダカラーII C126」の紙箱、内包、カートリッジ入りロールフィルム（生産終了品）。

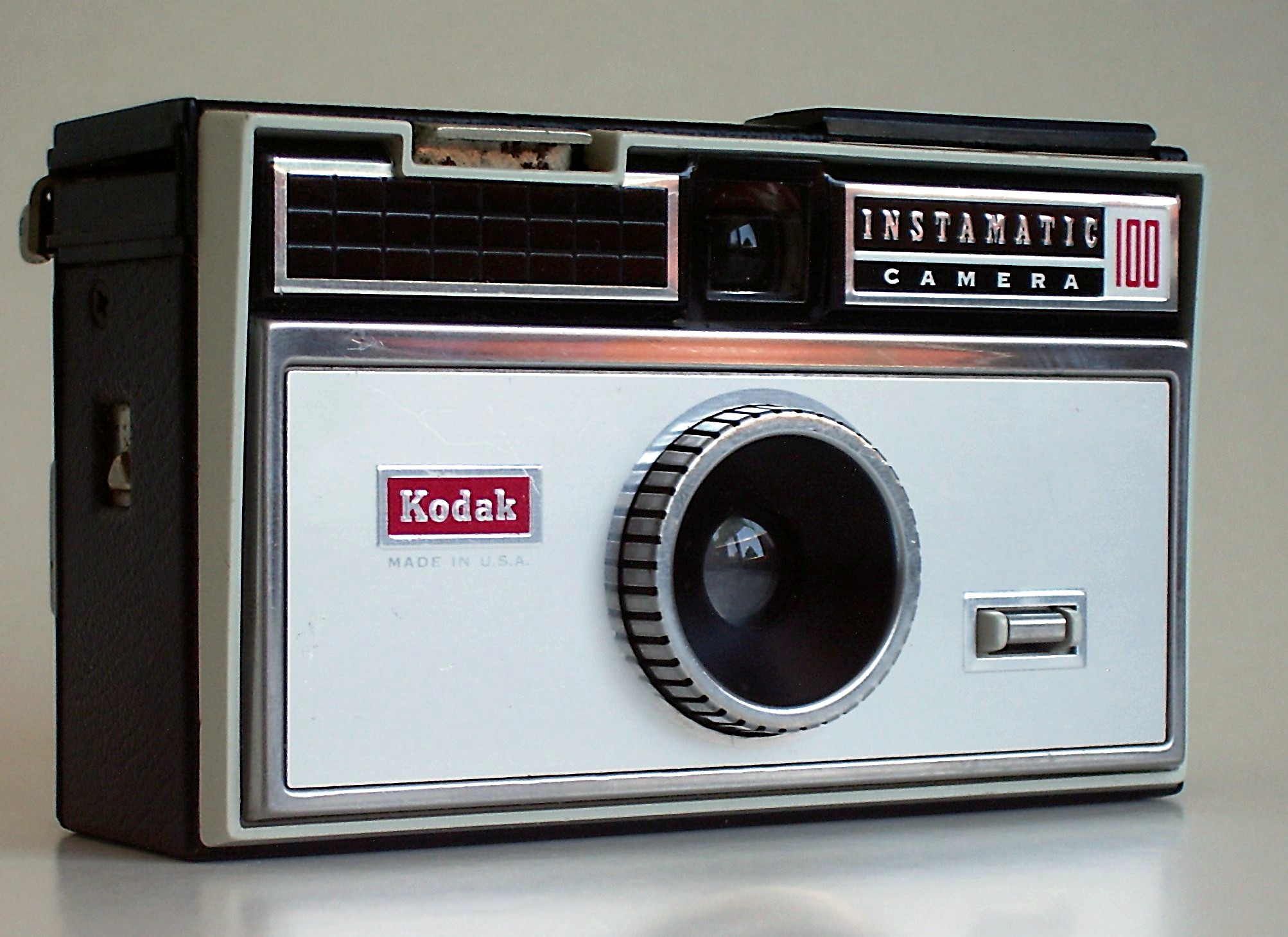
インスタマチック写真機「コダックインスタマチック100（1963年発売）。

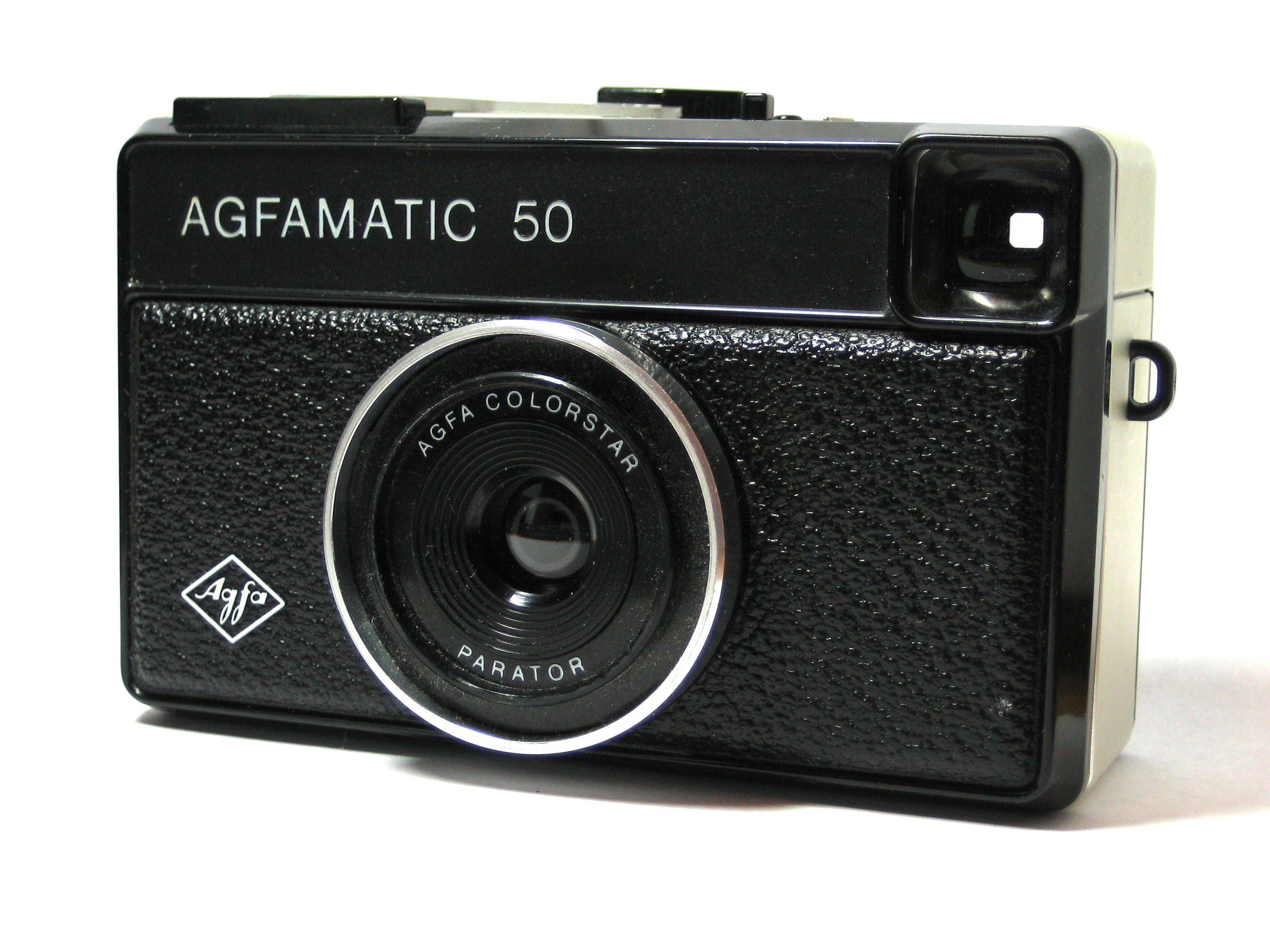
アグフアマチック写真機「アグフアマチック50」（1972年発売）。

126フィルム（いちにいろくフィルム、英語: 126 film ）は、スチル写真用のフィルムの規格である。コダックが1963年に発表したフィルムと写真機の規格インスタマチックについてのロールフィルム番号であり、インスタマチックフィルム（英語: Instamatic film ）とも呼ばれる。国際標準化機構によりISO 3029として規格が定義されていたが、現在は廃止されている。
1971年にコダックが導入したポケットインスタマチック規格のフィルムとは異なる。 ⇒ 110フィルム
インスタマチックフィルム以前の1906年にコダックが発表した、まったく同じロールフィルム番号を持つ、まったく別のロールフィルムの規格があった（126 film）。画面サイズ「4 1/4×6 1/2inch判」（10.795×16.51cm）、同社の写真機「No.4Aフォールディングコダック」のためだけの規格であり、1949年3月に廃番となり、その後、本番号は「インスタマチックフィルム」に割当てられた。

## 概要

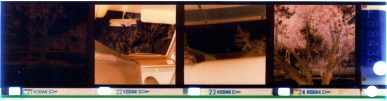
現像済みカラーネガ「126フィルム」。パーフォレーション穴は1フレームに1個。

コダックのマイナーかつ古いロールフィルム番号である126を割り当て直された新しい126フィルム（インスタマチックフィルム）は、製造者にとってはより簡便な機構で写真機を設計製造できる事を、また使用者にとっては非常に簡便に写真機を使用できる事を大きな目的として開発された。
本フィルムの規格は国際標準化機構において「ISO 3029」として定められていた。また、本フィルムの「乳剤面の識別」については、「110フィルム」「135フィルム」とともに「ISO 897」として定められている。
「135フィルム」同様の35mm幅フィルムを使用し、コマカウンターとして使用されるコマ番号が印刷された裏紙を有する。フィルムは送り出し側と巻き取り側およびフィルムゲートが一体になったプラスチック製カートリッジに包まれていた。スプールは巻き取り側にのみ有り、送り出し側のフィルムは単に巻き込まれているだけであった。パーフォレーション穴は1フレームにつきフィルムの片側にのみ1個、フレームとフレームの間からすこしずれた位置に穿たれてていた。画面サイズは正方形で、28x28mmのフレームがあらかじめフィルムに焼き込まれており、プリントやマウントには26.5x26.5mm程度の範囲が使用された。同じく35mm幅フィルムを使用して裏紙も有する「24×24mm判」のボルタ判に比べるとやや大きい画像サイズであった。当初は12枚もしくは20枚撮りであったが、後に24枚撮りとなった。
写真機への装填は、カートリッジを写真機に挿入して蓋を閉めるだけで良く、「135フィルム」のように巻き取りスプールにフィルムを巻き付ける等の操作は必要なかった。撮影済のフィルムはカートリッジの巻き取り側に収容される為、巻き戻し操作も必要ない。また正方形フォーマットである事で縦横構図の区別もない。
フィルム感度についてもフィルムゲートの上方、カートリッジの上端にあるノッチの位置によって写真機に伝達され、自動的にセットされた。規格にはISO 8からISO 8000まで1/3EV刻みで31段階の感度が定義されており、コダックインスタマチック500などのハイエンド製品の中にはこのノッチを使用して実際のフィルム感度を設定するものもあった。しかし、そのような機構を一切持たないものや、特定の感度を境にHi/Loの2段階でしかフィルム感度を検知しない写真機が大部分であった。このような現実もあり、実際に市販されたフィルムの感度もISO 64からISO 400の間に留まった。
規格上はフィルム下方のカートリッジ下端に、8箇所のノッチの有無によって255通りのコードを付加出来たが、事実上利用されなかった。
裏紙がある事と、圧版を有しない構造はフィルム面の安定性に対する配慮を欠いたもので、またフィルム全体がカートリッジに包まれている事で写真機側の工夫によってこれに対処する事も出来ない事から、大口径レンズを搭載して正確なピント合わせを必要とする高級写真機の開発には無理があった。このような技術的背景から、一眼レフカメラ製品はContaflex 126、Ricoh 126c-Flex TLS、Rollei SL26、およびKodak Instamatic Reflexの4機種が市販されたものの、いずれも後継機種が無くまた短命であった。
コダックだけでも1963年から1970年の間に5000万台、1977年までに累計7000万台を超える写真機が製造されたが、同社が「110フィルム」発表後に見せた「126フィルム」に対する収束姿勢に加え、135判写真機も自動化や使い捨てカメラの普及によって簡便化を遂げた事により、「126フィルム」の市場シェアは急速に低下していった。
フィルムの生産が終了して以降、「126フィルム」用の写真機を使用する場合には、同一幅の「135フィルム」や、35mm幅に裁断した「120フィルム」を、同フィルムの空カートリッジに巻きなおす等の手法がエンドユーザーにより試みられている。

## 略歴
1963年コダックはコダックインスタマチック50等の写真機とともに新規格「インスタマチック」を発表、この新規格のフィルムが「126フィルム」である。コダックが採用したこのカートリッジ方式の特許は、1962年1月2日にヒューバート・ナーウィンが申請し、1964年6月23日に発効したものである。
コダックの「インスタマチック」写真機以外にも、1964年にはイタリアのフェッラーニアが「126フィルム」用の写真機フェッラーニア3Mエウラマティックを発売している。日本のオリンパス、ミノルタ（現在のコニカミノルタホールディングス）、ヤシカ（京セラに吸収されブランド権は売却）等が、同フィルムに対応する写真機のシリーズを製造販売した。
アグフア・ゲバルトは、アグフア時代の1936年からカートリッジ入り35mmフィルムの規格「カラートフィルム」をもっていたが、「インスタマチック」発表の翌年に新規格「ラピッドフィルム」を導入して対抗した。しかしラピッドフィルムのシェアは低迷し、1970年には同社の写真機子会社アグフア・カメラ・ヴェルケが、「126フィルム」用の写真機アクティオンティーン'70の製造販売を開始し、1972年には「126フィルム」用の写真機シリーズ「アグフアマチック」の製造販売に踏み切らざるを得なくなり、結局はインスタマチック陣営に取り込まれることとなった。
その後、1971年にコダックは「126フィルム」を使用する従来の「インスタマチック」を刷新し、新規格「ポケットインスタマチック」を発表した。この「110フィルム」の画面サイズは「13×17mm判」で、「インスタマチック」よりもかなり小さいものであった。「110フィルム」発表後、同社は「126フィルム」用写真機の生産を収束に向かわせる。一方、ドイツコダック（かつてのナーゲル）などは、「ポケットインスタマチック」時代以降も「インスタマチック」写真機を製造販売した。
コダックは、1999年12月31日に「126フィルム」の生産を終了、36年間の歴史を終了した。富士フイルム、アグフア・ゲバルトも生産を終了、フェッラーニアも2007年にソラリスFG200-24 126の生産を終了した。アドックスがフェッラーニアからOEMを受けて製造販売していたアドカラーインスタマチック200 ADC126も生産を中止、2012年末に製造再開できるかどうかの分析を明らかにするとアドックスは発表している。

## おもなフィルム製品
いずれも生産終了品である。

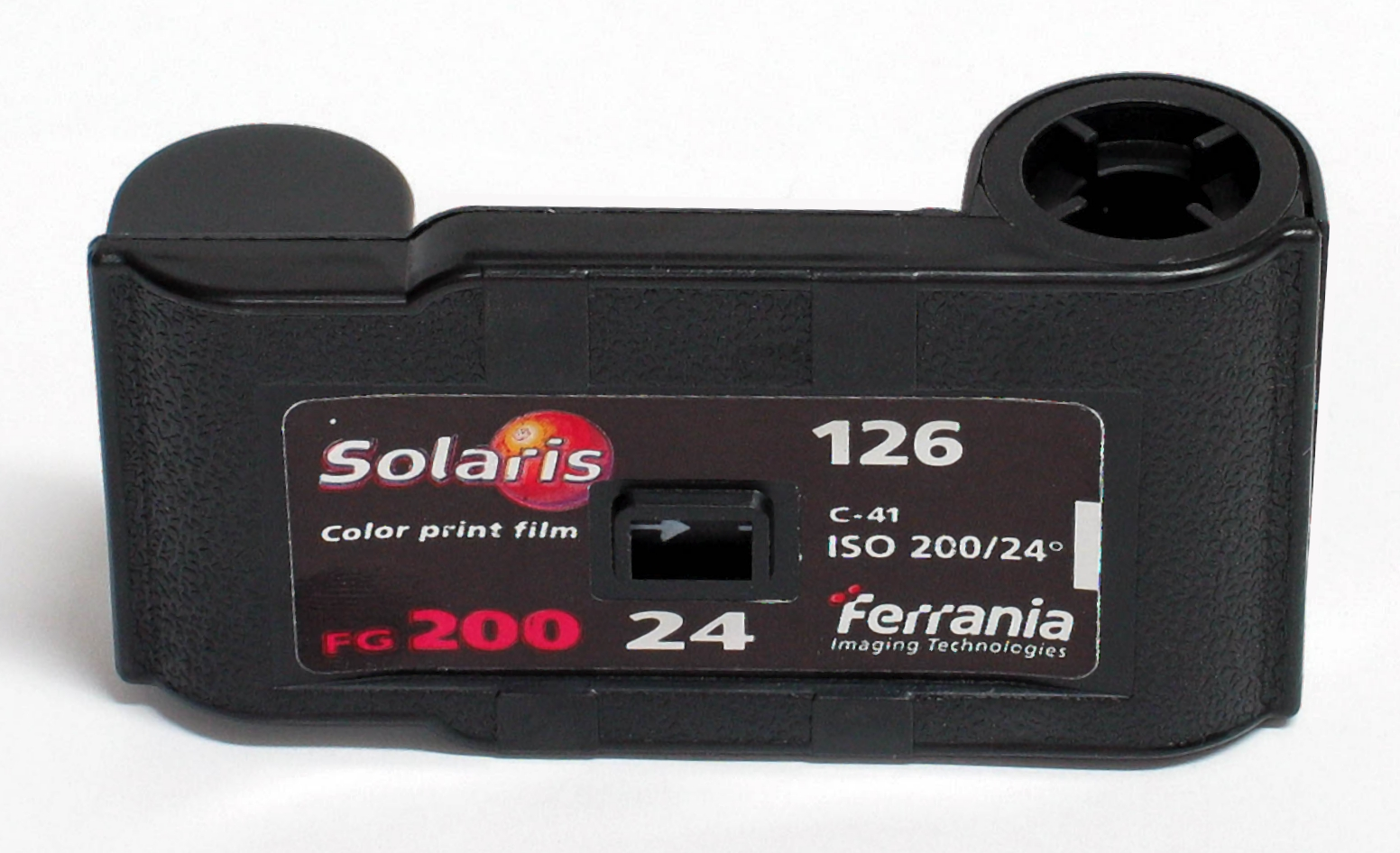
フェッラーニアのカラーネガフィルム「ソラリスFG200-24 126」（生産終了品）。

- コダカラー C126 - コダック、カラーネガフィルム
- コダカラーII C126 - コダック、カラーネガフィルム
- コダカラーVR200 126 - コダック、カラーネガフィルム
- コダカラーX CX126 - コダック、カラーリバーサルフィルム
- コダックゴールド200 126 - コダック、カラーネガフィルム、1999年生産終了
- コダクローム64 126 - コダック、カラーリバーサルフィルム
- コダクロームX 126 - コダック、カラーリバーサルフィルム
- フジカラーNK 126 - 富士フイルム、カラーネガフィルム
- フジカラーF-II 126 - 富士フイルム、カラーネガフィルム
- フジカラースーパーHG100 126 - 富士フイルム、カラーネガフィルム
- さくらカラーN100 126 - コニカ、カラーネガフィルム
- アグフアイソパン126 - アグフア・ゲバルト、白黒ネガフィルム
- アグフアカラーCNS126 - アグフア・ゲバルト、カラーネガフィルム
- アグフアカラーXRG200 126 - アグフア・ゲバルト、カラーネガフィルム
- アグフアカラーHDCプラス200 126 - アグフア・ゲバルト、カラーネガフィルム
- ダイナパン DP126 - 3M、白黒ネガフィルム
- ソラリスFG200-24 126 - フェッラーニア、カラーネガフィルム、2007年生産終了
- アドカラーインスタマチック200 ADC126 - アドックス（フェッラーニアからのOEM）、カラーネガフィルム、生産中止

## おもな写真機

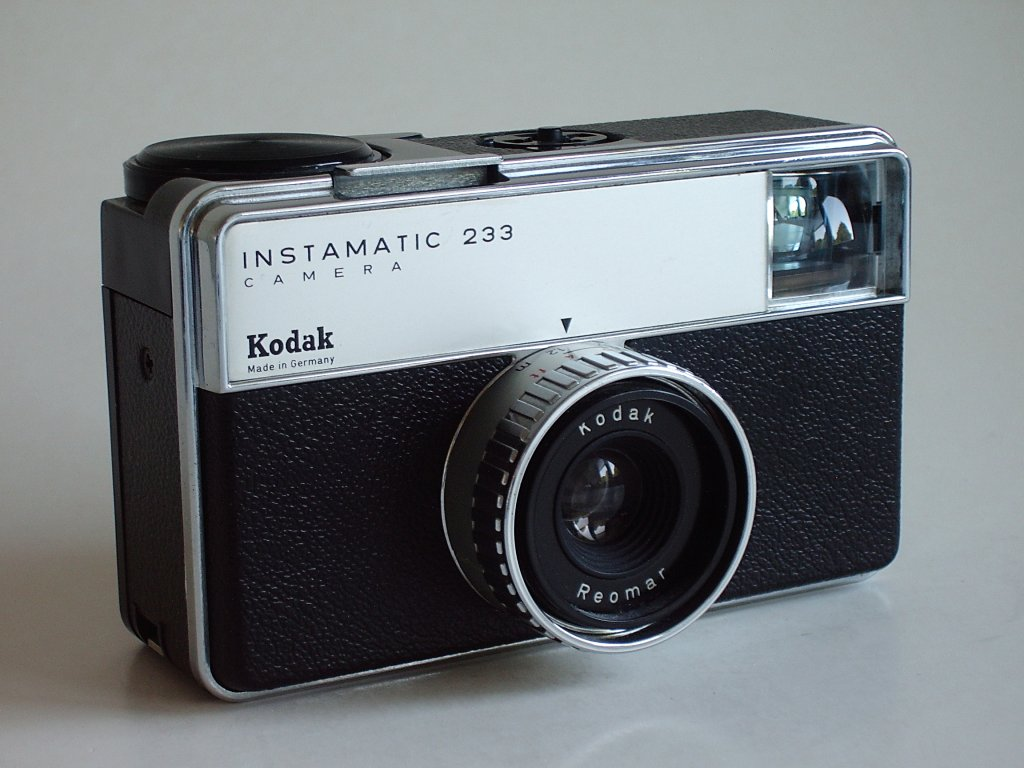
コダックインスタマチック233（ドイツコダック製、1968年発売）。

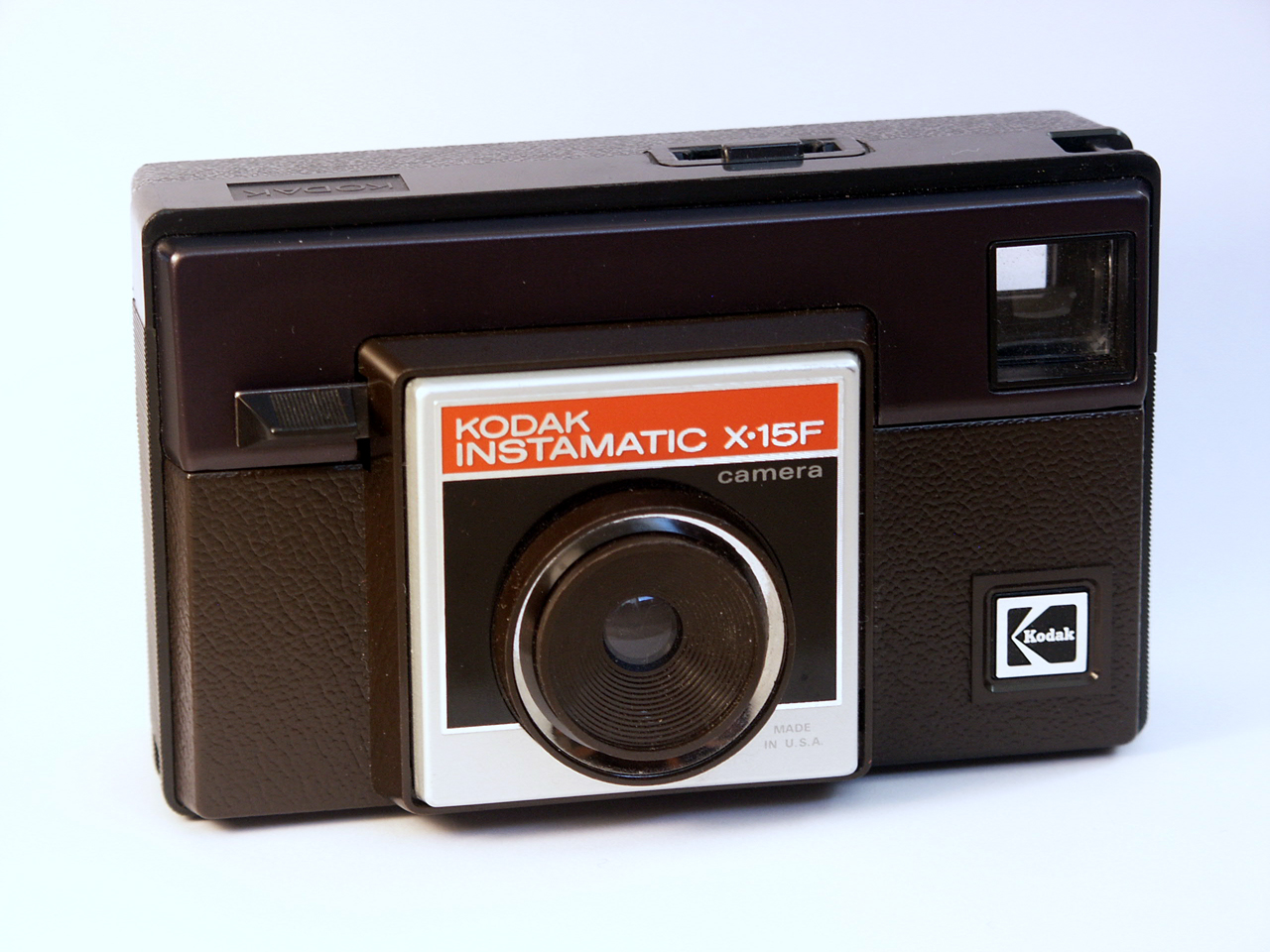
コダックインスタマチックX-15（1970年発売）。

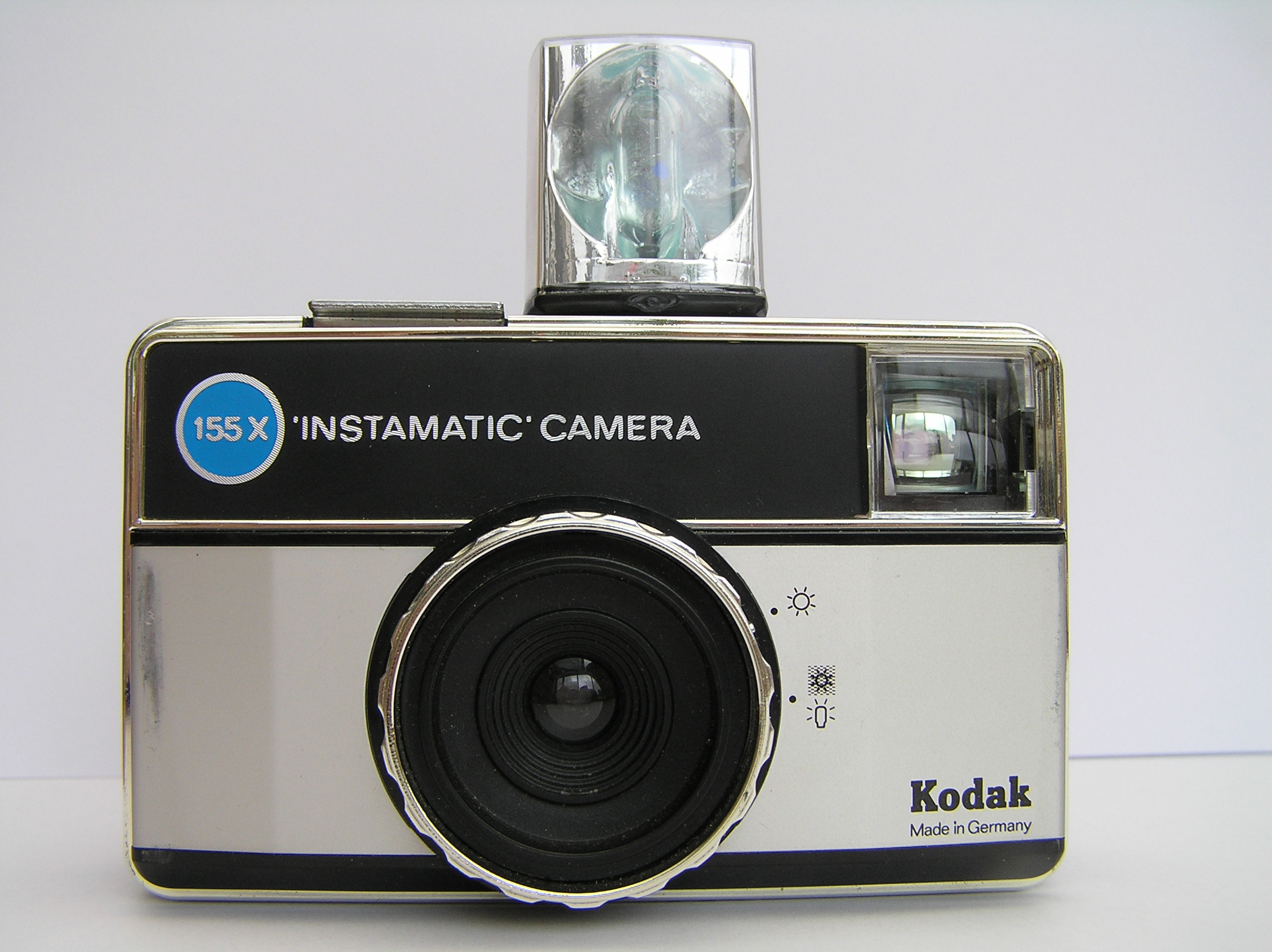
コダックインスタマチック155X（ドイツコダック製、1971年発売）。

いずれも生産終了品である。

### アグフア
アグフアマチックを参照。
- アクティオンティーン'70（1970年発売）
- アウトトスターX 126
- アグフアマチック50（1972年発売）
- アグフアマチック55C
- アグフアマチック100
- アグフアマチック126
- アグフアマチック200
- アグフアマチック208
- アグフアマチック300

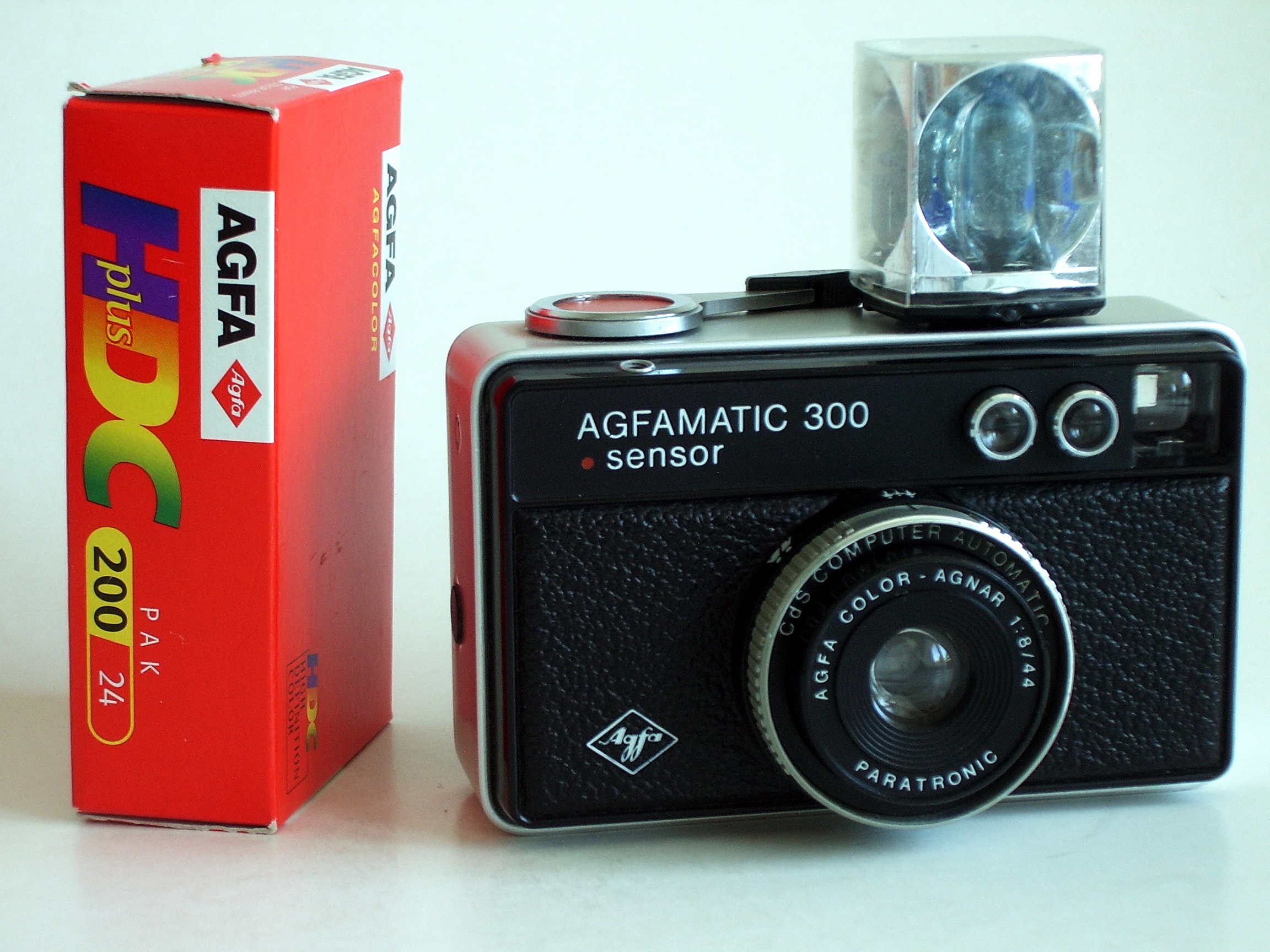
アグフアマチック300センサー（右、1972年発売）とアグフア製カラーネガフィルムアグフアカラーHDCプラス200 126（生産終了品）。

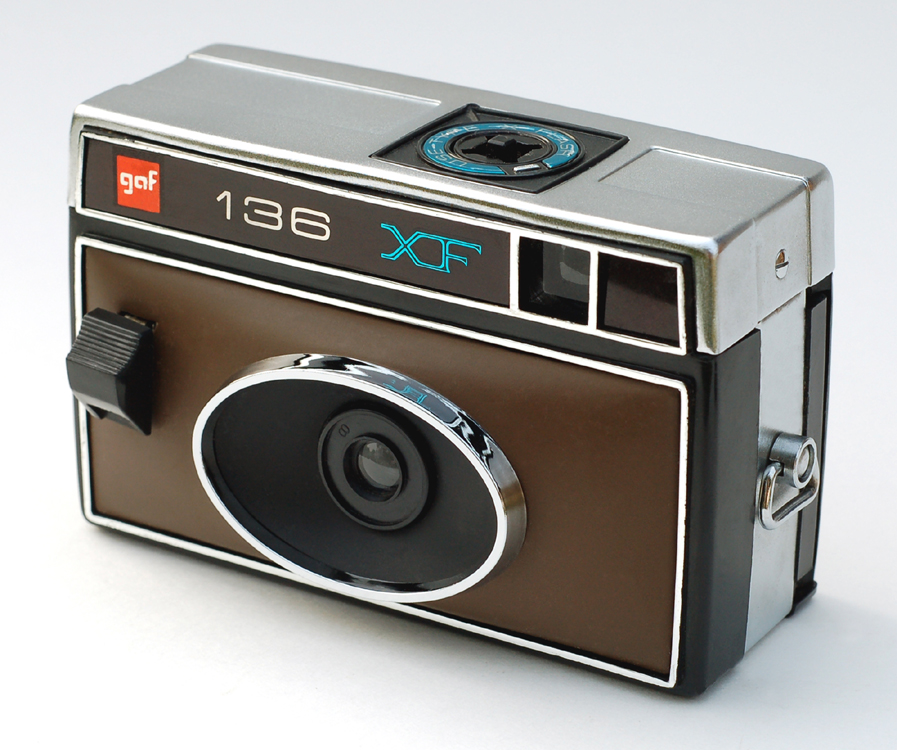
GAF 136 XF（1969年発売）。

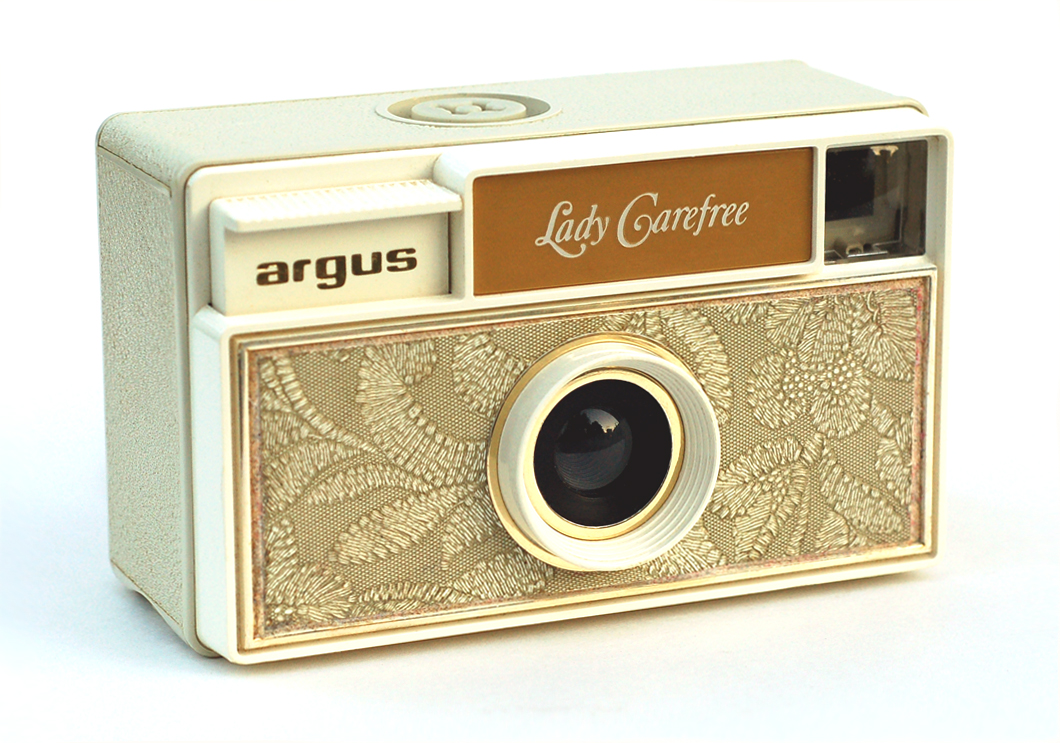
アーガスレイディケアフリー（1967年発売）。

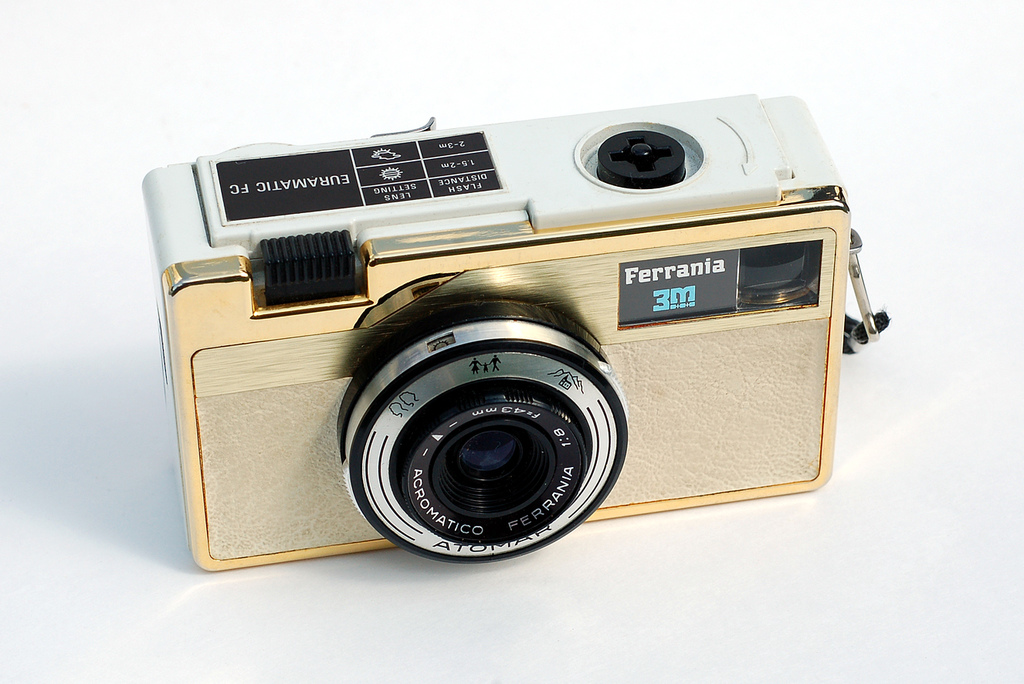
フェッラーニア3MエウラマティックFC（1964年発売）。

- アグフアマチック300センサー（1972年発売）
- アグフアマチック55（1978年発売）
- アグフアマチック108（1978年発売）
- アグフアマチック308センサー（1978年発売）

### アーガス
- アーガスレイディケアフリー（1967年発売）

### ベンチーニ
- ウニマティックII（1970年発売）

### キヤノン
キヤノンの銀塩コンパクトカメラ製品一覧#126フィルム使用カメラ参照。

### フェッラーニア
フェッラーニア#126フィルム使用カメラ参照。

### フェックス/アンド
- 126 LED
- ヴィヴァ126
- ヴィヴァ1000
- ヴィヴァ2000
- ヴィヴァ3000
- ヴィヴァ5000
- ヴィヴァS
- アンド126M
- アンド126XR
- アンド126EL
- モンディカ
- ラコ126X
- スコッチ
- ユニカXL
- ユニカXM
- ユニカXS
- ユニカII XA
- フェックスマチック
- フェックスマチックF
- フェックスマチックキューブ

### GAF
GAFマテリアルズは1967年にアンスコを買収した米国の企業で、少数の写真機を製造販売した後、1978年にアンスコに関する権利は、OEM先であった香港の黄克競の経営するハキン社に譲渡された。コダックが「ポケットインスタマチック」を発表した後には、「110フィルム」を使用する「GAF220インスタントロード」を発表している。
- GAF 136 XF - ハリナシグナルフラッシュのリネイム品、1969年発売

### ハキン
- ハリナ300（1960年代）
- ハリナシンプレット
- ハリナシンプレットF
- ハリナシンプレットFC
- ハリナシンプレットエレクトリック
- ハリナシンプレットEE
- ハリナシグナルフラッシュ

### イルフォード
イルフォード (写真)#126フィルム使用カメラ参照。

### コダック
ドイツコダックに関してはナーゲル (カメラ)#126フィルム使用カメラ参照。
- コダックインスタマチック50（1963年発売）
- コダックインスタマチック100（1963年発売）
- コダックインスタマチック300（1963年発売）
- コダックインスタマチック400（1963年発売）
- コダックインスタマチック700（1963年発売）
- ホークアイインスタマチック（1963年発売）
- コダックインスタマチック200（1964年発売）
- コダックインスタマチック800 （1964年発売）
- コダックインスタマチック150（1964年発売）
- ホークアイインスタマチックF（1964年発売）
- コダックインスタマチック154（1965年発売）
- ホークアイインスタマチックR4（1965年発売）
- コダックインスタマチック104（1965年発売）
- コダックインスタマチック304（1965年発売）
- コダックインスタマチック404（1965年発売）
- コダックインスタマチック704（1965年発売）
- コダックインスタマチック804（1965年発売）
- コダックインスタマチック25（1966年発売）
- コダックインスタマチック204（1966年発売）
- コダックインスタマチック324（1966年発売）
- コダックインスタマチックS-10（1967年発売）
- コダックインスタマチックS-20（1967年発売）
- コダックインスタマチック124（1968年発売）
- コダックインスタマチック134（1968年発売）
- コダックインスタマチック174（1968年発売）
- コダックインスタマチック26（1968年発売）
- コダックインスタマチック314（1968年発売）
- コダックインスタマチック414（1968年発売）
- コダックインスタマチック714（1968年発売）
- コダックインスタマチック814（1968年発売）
- ホークアイインスタマチックII（1969年発売）
- ホークアイインスタマチックA-1（1969年発売）
- コダックインスタマチック44（1969年発売）
- コダックインスタマチックX-15（1970年発売）
- コダックインスタマチックX-25（1970年発売）
- コダックインスタマチックX-35（1970年発売）
- コダックインスタマチックX-45（1970年発売）
- コダックインスタマチックX-90（1970年発売）
- コダックインスタマチックX-30（1971年発売）
- ホークアイインスタマチックX（1971年発売）
- コダックインスタマチック28（1972年発売）
- コダックインスタマチック32（1972年発売）
- コダックインスタマチック36（1972年発売）
- コダックインスタマチック66X（1973年発売）
- コダックインスタマチックX-15F（1976年発売）
- コダックインスタマチックX-35F（1976年発売）
- コダックインスタマチック76X（1977年発売）
- コダックインスタマチック177XF（1987年発売） - ブラジル製、1987年発売

発売年不明
- コダックインスタマチック132 - アルゼンチン製（133の類似）、発売年不明
- コダックインスタマチック11 - ブラジル製（44の類似）、発売年不明
- コダックインスタマチック154X - アルゼンチン製（155Xの類似）、発売年不明
- コダックインスタマチック22 - 27の類似、発売年不明
- コダックインスタマチック27 - アルゼンチン製（22の類似）、発売年不明

### コニカ
コニカのカメラ製品一覧#126フィルム使用カメラ参照。

### ミノルタ
ミノルタのカメラ製品一覧#126フィルム使用カメラ参照。

### オリンパス
オリンパス#126フィルム使用カメラ参照。

### ローライ

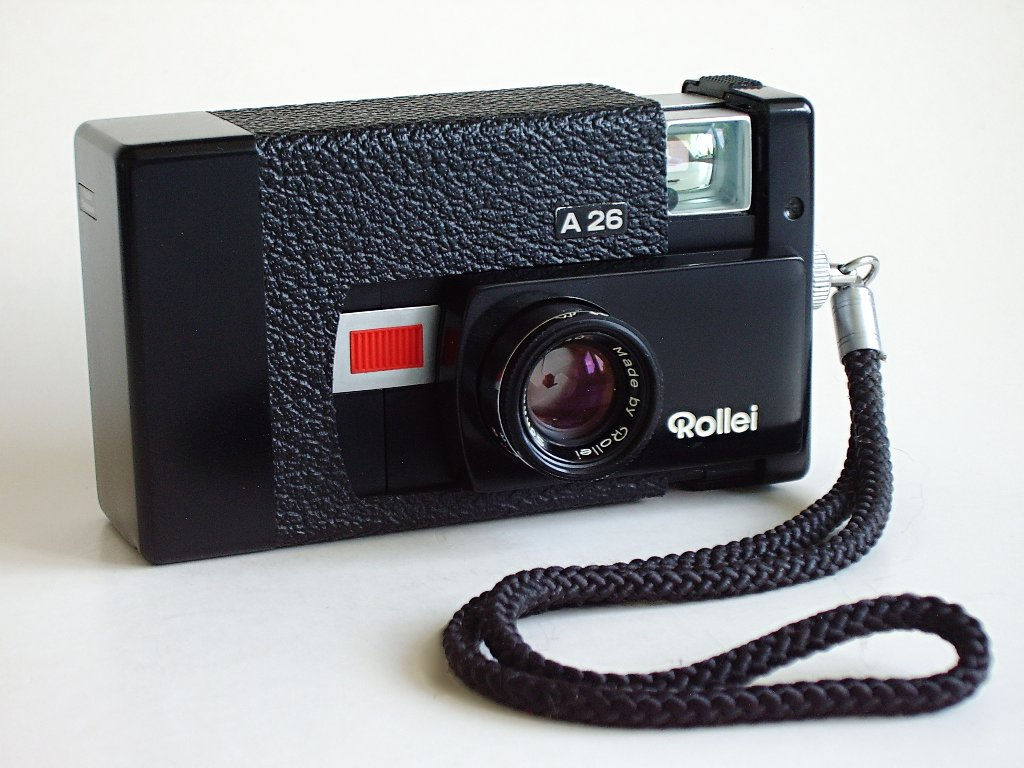
ローライA26（ローライ、1973年発売）。

ローライ#126フィルム使用カメラ参照。

### ヤシカ
ヤシカのカメラ製品一覧#126フィルム使用カメラ参照。

### ツァイス・イコン
コンタフレックス#126フィルム使用カメラ参照。

### フォクトレンダー
フォクトレンダーのコンパクトカメラ製品一覧#126フィルム使用カメラ参照。